# Rejon krasnopolski (Białoruś)
Rejon krasnopolski (biał. Краснапольскі раён) – rejon we wschodniej Białorusi, w obwodzie mohylewskim. Leży na terenie dawnego powiatu czerykowskiego.